# Teoria Vapnik–Chervonenkis
La teoria Vapnik–Chervonenkis (també coneguda com a teoria VC) va ser desenvolupada durant els anys 1960–1990 per Vladimir Vapnik i Alexey Chervonenkis. La teoria és una forma de teoria de l'aprenentatge computacional, que intenta explicar el procés d'aprenentatge des d'un punt de vista estadístic.
La teoria de VC cobreix almenys quatre parts (tal com s'explica a "The Nature of Statistical Learning Theory"):
- Teoria de la consistència dels processos d'aprenentatge
  - Quines són les condicions (necessàries i suficients) per a la coherència d'un procés d'aprenentatge basat en el principi empíric de minimització del risc?
- Teoria no asimptòtica de la taxa de convergència dels processos d'aprenentatge
  - Quina és la velocitat de convergència del procés d'aprenentatge?
- Teoria del control de la capacitat de generalització dels processos d'aprenentatge
  - Com es pot controlar la taxa de convergència (la capacitat de generalització) del procés d'aprenentatge?
- Teoria de la construcció de màquines d'aprenentatge
  - Com es poden construir algorismes que puguin controlar la capacitat de generalització?[2]

La teoria de VC és una subbranca important de la teoria de l'aprenentatge estadístic. Una de les seves principals aplicacions en la teoria de l'aprenentatge estadístic és proporcionar condicions de generalització per als algorismes d'aprenentatge. Des d'aquest punt de vista, la teoria VC està relacionada amb l'estabilitat, que és un enfocament alternatiu per caracteritzar la generalització.
A més, la teoria VC i la dimensió VC són instrumentals en la teoria dels processos empírics, en el cas dels processos indexats per classes de VC. Sens dubte, aquestes són les aplicacions més importants de la teoria VC i s'utilitzen per demostrar la generalització. S'introduiran diverses tècniques que s'utilitzen àmpliament en el procés empíric i la teoria de la CV. La discussió es basa principalment en el llibre "Weak Convergence and Empirical Processes: With Applications to Statistics".